# چهل و پنجمین دوره جوایز هنری بکسانگ
مراسم چهل و پنجمین دوره جوایز هنری بکسانگ (کره‌ای: 제45회 백상예술대상؛ انگلیسی: 45th Baeksang Arts Awards) در المپیک پارک، سئول، کره جنوبی در ۲۷ فوریه ۲۰۰۹ برگزار شد. این مراسم توسط آی‌اس پلاس کورپوریشن ارائه شد و از اس‌بی‌اس پخش شد. میزبانان مراسم تاک جه هون و جون می-سون بودند.

## نامزدها و برندگان
فهرست کامل نامزدها و برندگان:
(برندگان در ابتدای فهرست و به صورت پررنگ مشخص شده‌اند)

### فیلم
| جایزه بزرگ | جایزه بزرگ |
| --- | --- |
| - کانگ وو سوک - بازگشت دشمن مردم | |
| بهترین فیلم | بهترین فیلم‌نامه |
| - Viva! Love - یک گل یخ‌زده - خوب، بد، عجیب - راف کات - رسوایی سازان | - کانگ هیونگ چول - رسوایی سازان - جانگ جین - بازگشت دشمن مردم - کیم کی-دوک - راف کات - کیم یونگ نام - My Friend and His Wife - پارک یون - Viva! Love |
| بهترین بازیگر مرد | بهترین بازیگر زن |
| - جو جین مو - یک گل یخ‌زده در نقش پادشاه - ها جونگ-وو - دشمن عزیز من در نقش چو بیونگ وون - کیم جو-هیوک - My Wife Got Married در نقش نو دوک هون - سول کیونگ-گو - بازگشت دشمن مردم در نقش کانگ چول جونگ - سونگ کانگ-هو - خوب، بد، عجیب در نقش یون ته گو/عجیب | - سون یه-جین - My Wife Got Married در نقش جو این آه - گونگ هیو جین - Crush and Blush در نقش یانگ می سوک - کیم هه سوک - Viva! Love در نقش بونگ سون - کیم گیو-ری - Portrait of a Beauty در نقش شین یون بوک - سو ئه - سانی در نقش سون یی/سانی                                        |
| بهترین بازیگر تازه‌کار مرد | بهترین بازیگر زن |
| - کانگ جی هوان - راف کات در نقش جانگ سو تا - سو جی سوب - راف کات در نقش گانگ په - چا یونگ وو - Go Go 70s در نقش مان شبک - جو جی هون - عتیقه در نقش کیم جین هیوک - سونگ چانگ یی - Once Upon a Time in Seoul در نقش ته هو                                   | - پارک بو یونگ - رسوایی سازان در نقش هوانگ جونگ نام - هوانگ وو-سول-هه - Crush and Blush در نقش لی یو ری - کیم اوک-بین - The Accidental Gangster and the Mistaken Courtesan در نقش سول جی - سو وو - Crush and Blush در نقش سو جونگ هی - یون جونگ هی - ناقوس مرگ در نقش چوی سو یونگ |
| بهترین کارگردان | بهترین کارگردان تازه‌کار |
| - لی یون-کی - دشمن عزیز من - کانگ وو سوک - بازگشت دشمن مردم - کیم جی-وون - خوب، بد، عجیب - کیم یو جین - The Divine Weapon - لی جون ایک - سانی | - لی چونگ ریول - Old Partner - جانگ هون - راف کات - جونگ جونگ هوا - Lost and Found - کانگ هیونگ چول - رسوایی سازان - لی کیونگ می - Crush and Blush |
| محبوب‌ترین بازیگر مرد | محبوب‌ترین بازیگر زن |
| - جو جی هون - عتیقه در نقش کیم جین هیوک | - پارک بو یونگ - رسوایی سازان در نقش هوانگ جونگ نام |

### تلویزیون
| جایزه بزرگ | جایزه بزرگ |
| --- | --- |
| - کیم هه جا - Mom's Dead Upset | |
| بهترین درام | بهترین فیلم‌نامه |
| - Mom's Dead Upset - ویروس بتهوون - آخرین رسوایی - On Air - نقاش باد | - یو هیون می - The Scales of Providence - هونگ جین آه، هونگ جا رام - ویروس بتهوون - کیم اون-سوک - On Air - کیم سو هیون - Mom's Dead Upset - مون هی جونگ - آخرین رسوایی                                                                             |
| بهترین برنامه آموزشی | بهترین برنامه سرگرمی |
| - Unanswered Questions - Choosing Dokdo | - Gag Concert - Golden Fishery - Good Sunday - هپی ساندی - ما ازدواج کردیم |
| بهترین کارگردان | بهترین کارگردان تازه‌کار |
| - شین وو چول - On Air - چوی جونگ سو - Gourmet - جونگ ئول یونگ - Mom's Dead Upset - لی جه گیو - ویروس بتهوون - لی ته گون - آخرین رسوایی | - بو سونگ چول - Star's Lover - جون چانگ گون - تو باارزش منی - کیم دو هون - Spotlight - کیم کیونگ هی - Life Special Investigation Team - سون هیونگ سوک - Night After Night                                                                          |
| بهترین بازیگر مرد | بهترین بازیگر زن |
| - کیم میونگ-مین - ویروس بتهوون در نقش کانگ گون وو/کانگ مه - لی جون گی - ایلجیما در نقش لی گیوم/یونگ/ایلجیما - پارک یونگ ها - On Air در نقش لی کیونگ مین - سونگ ایل گوک - سرزمین بادها در نقش شازده موهیول/ده‌موشین - سونگ سونگ هون - شرق بهشت در نقش لی دونگ چول | - مون گون یونگ - نقاش باد در نقش شین یون بوک - هان جی هه - شرق بهشت در نقش کیم حی هیون - هان یه سول - Tazza در نقش لی نان سوک/می نا - کیم هه جا - Mom's Dead Upset در نقش کیم هان جا - کیم جی-سو - Women of the Sun در نقش شین دو یونگ/کیم هان سوک |
| بهترین بازیگر تازه‌کار مرد | بهترین بازیگر تازه‌کار زن |
| - لی مین-هو - پسران فراتر از گل‌ها در نقش گو جون پیو - جونگ گیو وون - Women of the Sun در نقش چا دونگ وو - کیم بوم - شرق بهشت در نقش ۱۵ سالگی لی دونگ چول - لی سانگ-وو - First Wives' Club در نقش کو سه جو - اوم کی-جون - دنیای درون در نقش سونگ گیو هو          | - ایم یون آه - تو سرنوشت منی در نقش جانگ سه بیوک - هان یه وون - On Air در نقش چری - هونگ آه روم - تو باارزش منی در نقش کیم بو ری - لی یون هی - شرق بهشت در نقش گوک یونگ ران/گریس - مون چه وون - نقاش باد در نقش جونگ هیانگ                         |
| بهترین مجری ورایتی مرد | بهترین مجری ورایتی زن |
| - کیم بیونگ مان - Gag Concert | - پارک می سون - Sunday Night |
| محبوب‌ترین بازیگر مرد | محبوب‌ترین بازیگر زن |
| - کیم هیون جونگ - پسران فراتر از گل‌ها در نقش یون جی هو | - ایم یون آه - تو سرنوشت منی در نقش جانگ سه بیوک |

### سایر جوایز
- جایزه دستاورد مادام‌العمر - لی سون جه